# Interstate 78
Koordinaten: 40° 35′ N, 75° 23′ W
Die Interstate 78 (Abkürzung I-78) ist ein Teil des Interstate-Highwaysystems in den Vereinigten Staaten. Sie verläuft vom Union Township in Pennsylvania, nordöstlich von Harrisburg, bis zur Canal Street in Downtown Manhattan, New York City.

## Längen
| Meilen | km     | Staat        |  |
|        |        |              |  |
| 75,23  | 121.07 | Pennsylvania |  |
| 67,83  | 109,16 | New Jersey   |  |
| 0,50   | 0,80   | New York     |  |
|        |        |              |  |
| 143,56 | 231,04 | Total        |  |

## Verlauf

### Pennsylvania

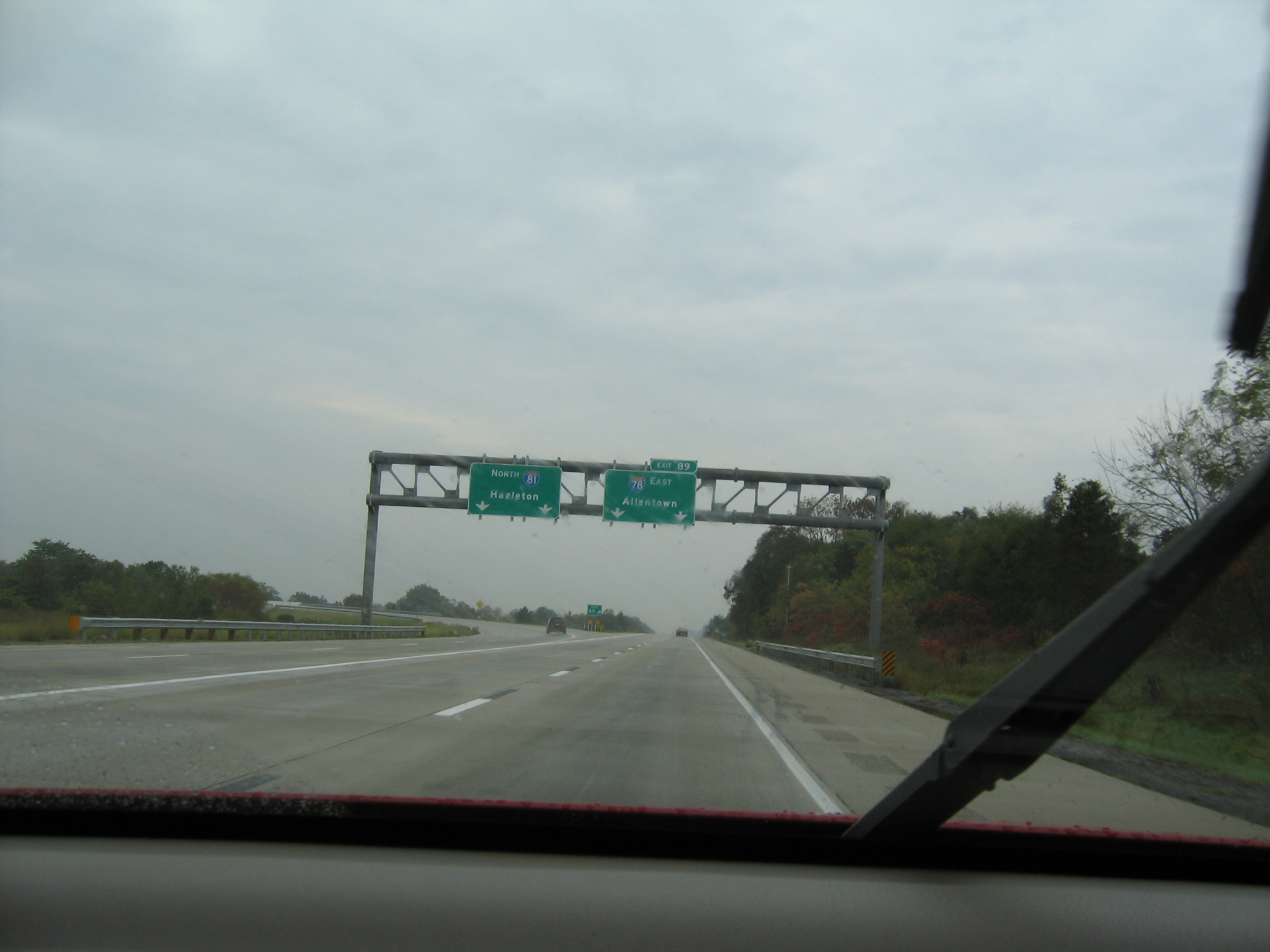
Kreuzung der Interstate 78 und Interstate 81 bei Union Township, Lebanon County, Pennsylvania

I-78 beginnt an der Kreuzung mit Interstate 81 nahe Lebanon. Danach verläuft sie weiter östlich in Richtung Allentown. Am östlichen Rand des Lebanon County vereinigt sie sich mit dem U.S. Highway 22, welcher sie als Lehigh Valley Thruway am Exit 51 in Allentown wieder verlässt. Hier kreuzt die I-78 auch die Interstate 476, welche auch als Pennsylvania Turnpike bezeichnet wird und somit gebührenpflichtig ist. Östlich von Bethlehem überquert die I-78 über die Interstate 78 Toll Bridge den Delaware River und somit die Grenze nach New Jersey.

### New Jersey

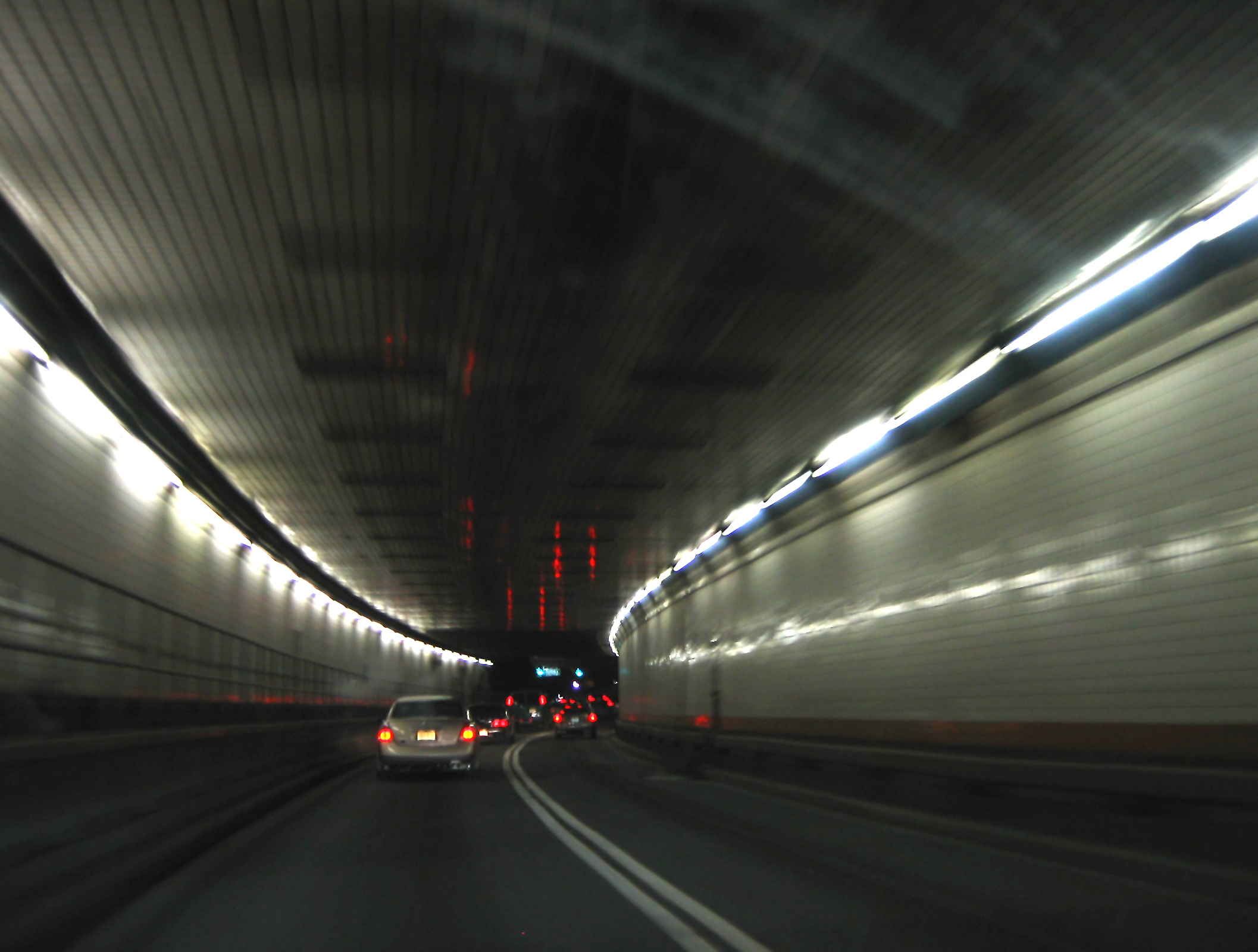
I-78 im Holland Tunnel

In New Jersey  verläuft I-78 für 66 Meilen als Phillipsburg-Newark Expressway beziehungsweise Newark Bay Extension bis zur Grenze mit dem Bundesstaat New York an der Einfahrt zum Holland Tunnel in Jersey City. In der Stadt Phillipsburg vereinigt sie sich erneut mit dem U.S. Highway 22, diesmal für 15 Meilen bis zum Exit 18 in der Stadt Annandale.

### New York
Im Bundesstaat New York, ist die I-78 nur etwas über eine Meile lang. Sie durchquert den Holland Tunnel unterhalb des Hudson River von Jersey City kommend und endet direkt am Tunnelausgang. Planungen die I-78 nördlich und östlich durch New York City zu führen, um über den nie verwirklichten Lower Manhattan Expressway eine Anbindung an die Interstate 278 in Brooklyn zu erzielen, wurden verworfen.

## Zubringer und Umgehungen
- Interstate 278 zwischen Linden und Bronx
- Interstate 678 zwischen Queens und Bronx